# Never Say Never (The Fray)
Never Say Never è un singolo del gruppo musicale statunitense The Fray, il secondo estratto dal secondo album in studio The Fray e pubblicato il 5 maggio 2009.

## Pubblicazione
Il singolo è stato pubblicato su Internet tramite il sito Myspace della band il 24 aprile. Il lancio ufficiale è avvenuto il 5 maggio. La traccia è stata inclusa nella colonna sonora del film Transformers - La vendetta del caduto, pubblicata il 23 giugno. Inoltre è stata usata nella prima e ultima puntata della serie TV "The Vampire Diaries".

## Video musicale
Il videoclip del brano è stato girato a Los Angeles. Diffuso per la prima volta il 30 maggio, ha in seguito raggiunto la posizione numero 20 nella VH1 Top 20 Video Countdown.

## Classifiche
| Classifica (2009)          | Posizione massima |
| -------------------------- | ----------------- |
| Canada                     | 80                |
| Regno Unito                | 87                |
| Stati Uniti                | 48                |
| Stati Uniti (adult top 40) | 17                |
| Stati Uniti (pop 100)      | 59                |